# برج الطبل
برج الطبل (الصينية: 鼓楼 ، بينيين: غولو) هو برج يقع على الطرف الشمالي من المحور المركزي لمدينة تارتار القديمة في بكين، شمال شارع ديانمن على بعد حوالي 300 متر جنوب برج الجرس. تم بناؤه في البداية من أجل الموسيقى، ولكن تم استخدامه في وقت لاحق لمعرفة الوقت وحاليا يعد معلما سياحيا.
ويتكون مبنى برج الطبل من طابقين مصنوعين من الخشب يرتفعان إلى 47 مترا. كان الطابق العلوي يضم 24 طبلة بقيت منها واحدة فقط في حين تم تطوير أخرى جديدة لتحل محلها.

## نبذة تاريخية
بني برج الطبل سنة 1272 في عهد قوبلاي خان. في ذلك الوقت، كان يتمركز بالضبط في وسط عاصمة مملكة خانباليك لأسرة يوان. وقد كان معروفًا في ذلك الوقت باسم «برج الحكومة النظامي» (qízhènglóu).
في عام 1420، خلال عهد سلالة مينغ الحاكمة، أعاد الإمبراطور يونغلي بناء الجزء الشرقي من الموقع الأصلي، وفي عام 1800 حدث تجديد كبير إبان عهد الإمبراطور جياكينغ. وفي عام 1924، تم تغيير اسم المبنى إلى «مينغشيلو» وتم استخدامه لعرض أشياء تتعلق بغزو بكين من قبل تحالف الدول الثمانية وحركة 30 مايو 1925.
حاليا، يعد الطابق العلوي بمثابة غرفة للثقافة الشعبية في منطقة دونغتشنغ. البرج مفتوح أمام السياح منذ الثمانينيات.

## معرض الصور

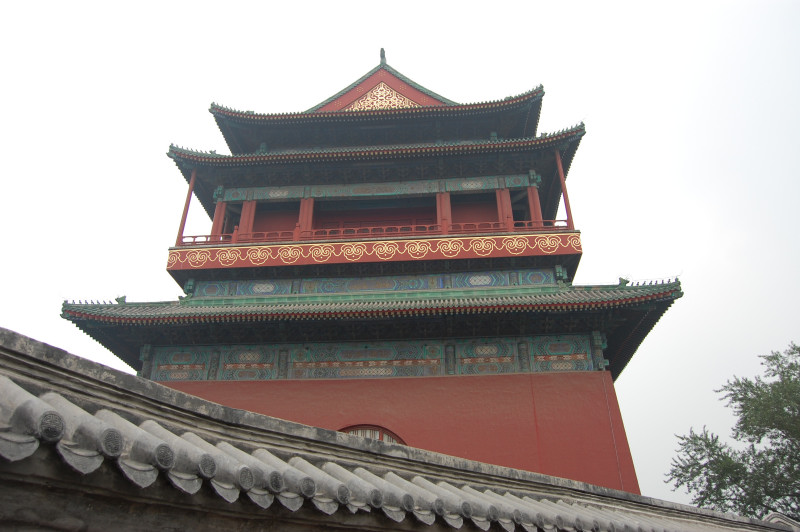
منظر برج الطبل
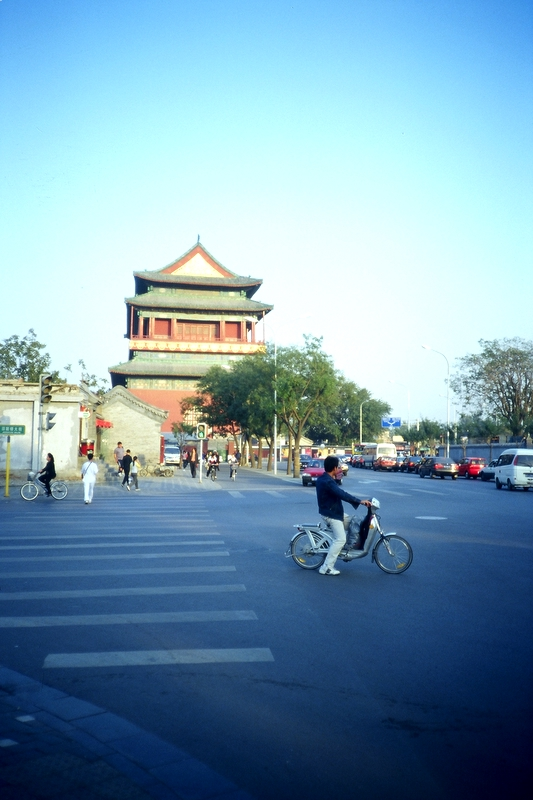
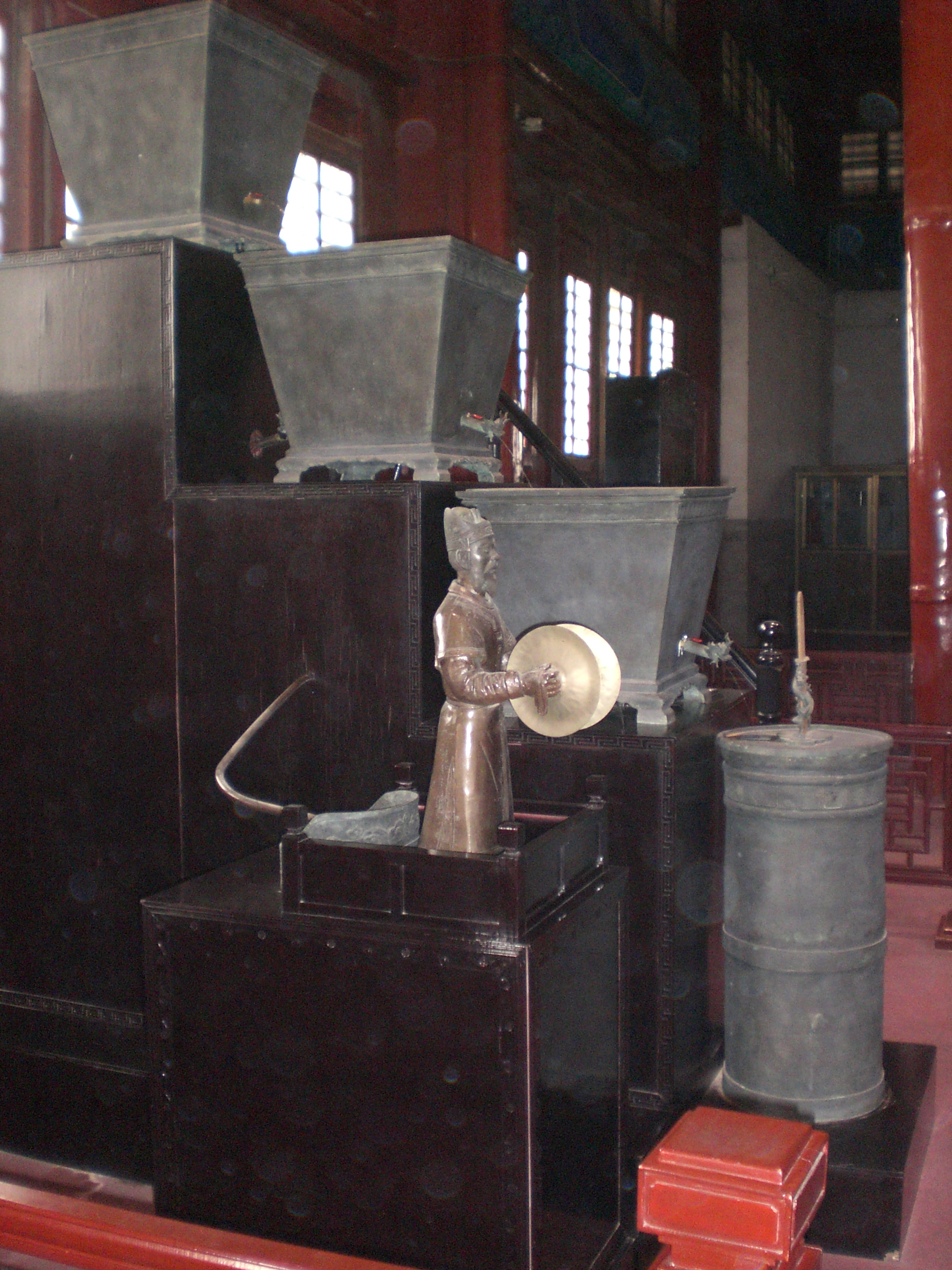
ساعات مائية داخل برج الطبل